# Фон Лејк Форест (Пенсилванија)
Фон Лејк Форест (енгл. Fawn Lake Forest) насељено је место без административног статуса у америчкој савезној држави Пенсилванија.

## Демографија
По попису из 2010. године број становника је 755.
| Група             | 2000.    | 2010.       |
| Белци             | 0 (0,0%) | 682 (90,3%) |
| Афроамериканци    | 0 (0,0%) | 32 (4,2%)   |
| Азијати           | 0 (0,0%) | 4 (0,5%)    |
| Хиспаноамериканци | 0 (0,0%) | 25 (3,3%)   |
| Укупно            | 0        | 755         |